# Águia bicéfala

Brasão do Império Bizantino

A águia bicéfala é um símbolo presente na iconografia e heráldica de várias culturas indo-europeias e mesoamericanas. Na Europa, procede da águia bicéfala hitita, chegando à Idade Média ocidental através do Império Bizantino. Muitos estados, como o Império Bizantino ou o Império Russo usaram-na em bandeiras, estandartes e escudos. As cabeças da águia mirando para lados opostos representavam o poder e a nobreza exercidos tanto sobre o Oriente quanto sobre o Ocidente, como foi o caso de Impérios intercontinentais, tal qual Bizâncio e a Rússia.

## Origem

### Império Bizantino
O Império Bizantino foi um dos primeiros a adotar a águia bicéfala como o título representativo do império e do poder central no país. Na bandeira, o amarelo ao fundo representava a glória das guerras, vencidas pelos disciplinados exércitos gregos e pelos valentes e bons imperadores e generais.
A águia bicéfala representa junto com a coroa o poder e a nobreza do Império Bizantino, que segura na pata esquerda um punhal, que representa a arma utilizada pelos exércitos para vencer as outras nações. E na pata direita a coroa que representa a potência (símbolo da unidade e integridade do Estado).

### Império Russo

Bandeira da Igreja Ortodoxa

A águia bicéfala chegou ao escudo do Império Russo em 1452, proveniente de Constantinopla. Naquela época o mundo cristão vivia tempos difíceis com a recente tomada de Constantinopla pelos otomanos, que, com a derrubada de Constantinopla, seguiram para ocupar a Grécia e entrar cada vez mais nas margens do mar Mediterrâneo e  colocando em cheque o próprio Vaticano. O Papa Paulo II tinha então um único recurso para se defender, a família de Tomás Paleólogo, irmão do último imperador bizantino, morto durante a tomada de Constantinopla, havia se exilado em Roma. Tomás tinha uma filha, a princesa Sofia. O papa queria que ela se casasse com uma pessoa influente, capaz de fortalecer o papel de Roma naquele período conturbado. Procurando uma aliança favorável, o papa terminou por optar por Moscou, onde reinava o grão-príncipe Ivan III. O papa estava convencido que o seu eventual segundo casamento com a herdeira do trono de Bizâncio por certo o levaria a reconquistar Constantinopla numa guerra com os turcos. Assim, foi arranjado o casamento entre os dois jovens, casamento esse que tornava o príncipe russo herdeiro e suserano de um imenso território de onde, séculos antes, a Rússia antiga recebera a "luz do cristianismo". E assim a águia bicéfala representava a união dos povos do Ocidente e Oriente, com as duas cabeças.

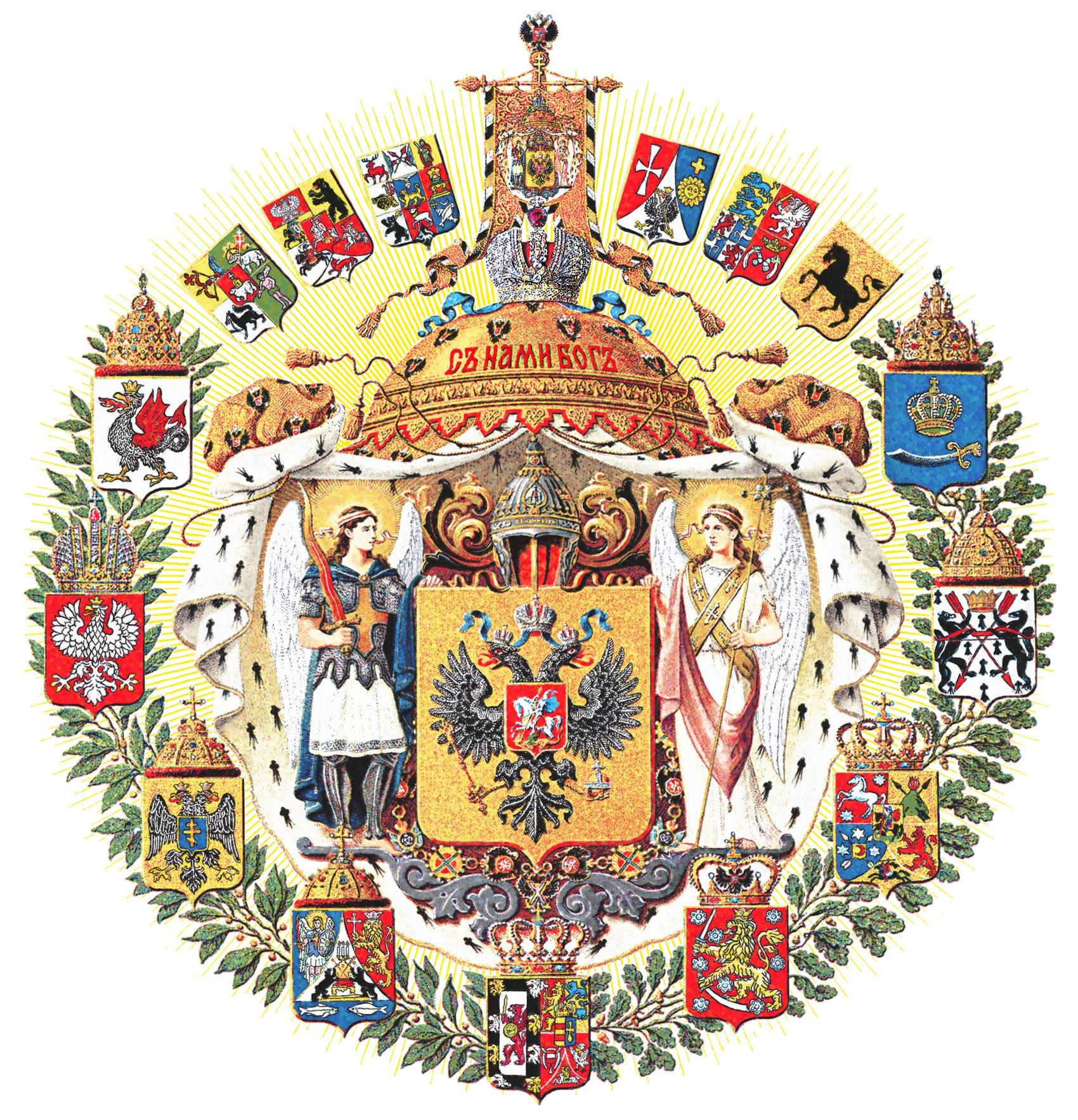
Brasão do Império Russo, adotado em 1882

Mas o governo de Ivan IV, o Terrível, transformou o escudo e colocou no peito da águia bicéfala uma imagem do padroeiro São Jorge combatendo um dragão. E assim tornou o escudo assustador por conter cinco cabeças: duas da águia, uma de São Jorge, uma do cavalo e uma do dragão. Mas durante um período de quatro séculos os imperadores russos modificaram o escudo, colocando um cetro e a esfera, símbolo do poder máximo.
Foram acrescidas mais três coroas em cima da águia simbolizando a Santíssima Trindade: Deus pai, Filho e o Espírito Santo.
Pedro, o Grande decidiu ornamentar a águia com a mais alta condecoração da Rússia, a ordem do Santo Apóstolo André, cujo colar foi desenhado ao redor do escudo de São Jorge e cuja fita azul foi colocada criando uma união entre as três coroas. Além disso o imperador mandou pintar a águia de preto (a cor da coragem, segundo o simbolismo russo).
No início do século XIX, o imperador Alexandre I, depois de se apoderar de um terço do hemisfério norte, ordena retirar o cetro e o orbe e os substituir por setas-relâmpagos, coroa de louros e tochas. O novo brasão prometia paz e iluminismo para seus súditos enquanto aos inimigos os relâmpagos da retaliação em caso de agressão.

Brasão da Federação Russa atual

O último imperador russo, Nicolau II, mandou colocar no escudo os símbolos de tranquilidade e paz, e nas asas surgiram os escudos dos seis territórios anexados - os reinos de Cazã, Astracã, Sibéria, Polônia, Finlândia, e Cherson. De tão "pesado", os detratores do império diziam que tinham impressão que a águia jamais levantaria voo para agredir.
Logo após o fim da União Soviética a foice e o martelo foram substituídas por uma águia bicéfala sem coroas, cetro, esfera e com os bicos fechados, razão pela qual os críticos a apelidaram a águia de "pobre galinha". Mas, passado algum tempo, o novo autor do escudo, Evgueni Ukhnalev, devolveu-lhe os atributos iniciais.
Em dezembro de 2000, foi adotado o novo escudo russo: Sob o pano de fundo vermelho do escudo heráldico, a águia bicéfala é encimada por duas coroas pequenas e uma grande. As coroas estão ligadas por uma fita. A águia segura na garra direita o cetro e na esquerda a esfera. No peito é representado o escudo de Moscovo com um cavaleiro prateado de túnica azul trespassando com uma lança um dragão negro. O significado é que a Rússia, como antes, encontra-se sob a defesa da Santíssima Trindade, acredita em Deus, no Poder e na Pátria. As forças estão voltadas para manter o seu território. A Rússia é obediente à Lei e à Justiça, não ameaça ninguém, tendo intenções puras (como a prata). A cor azul simboliza o serviço, enquanto a lança orientada para baixo significa a luta contra o mal, que são os pecados e as calamidades e não as pessoas ou os Estados.

## Usos de águias bicéfalas em brasões e bandeiras

Império Russo (simplificado)
Império Russo 1914-1917
Sacro Império Romano-Germânico
Sérvia e Montenegro
Albânia
Arménia
Arnhem
Império Austro-Húngaro
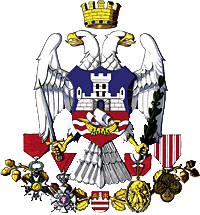
Belgrado
Bolsward
Duisburgo
Essen
Groninga
Lübeck
Montenegro
Reino de Mysore
Neuss
Nimegue
Perth (Escócia)
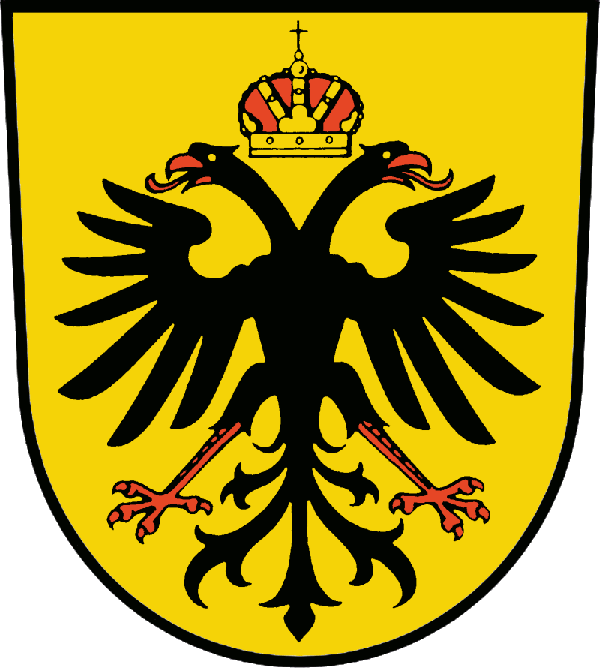
Ruhland
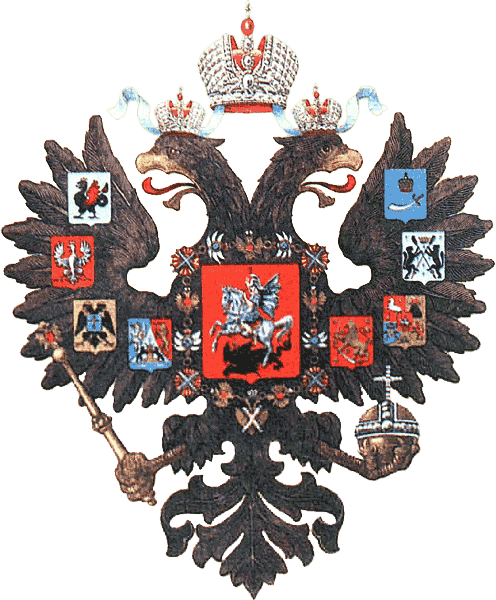
Tzares de Rússia
Sérvia
Toledo